# 1977 în film
- 1976 în cinematografie — 1977 în cinematografie — 1978 în cinematografie

## Premiere românești
- Buzduganul cu trei peceți, regia Constantin Vaeni.

## Filmele cu cele mai mari încasări
| #   | Titlu                              | Studio                                      | Încasări     |
| --- | ---------------------------------- | ------------------------------------------- | ------------ |
| 1.  | Star Wars                          | Lucasfilm Ltd.                              | $307,263,857 |
| 2.  | Smokey and the Bandit              | Universal Pictures                          | $126,737,428 |
| 3.  | Close Encounters of the Third Kind | Columbia Pictures                           | $116,395,460 |
| 4.  | The Goodbye Girl                   | Metro-Goldwyn-Mayer / Warner Bros. / Rastar | $102,000,000 |
| 5.  | Saturday Night Fever               | Paramount Pictures                          | $94,213,184  |
| 6.  | Oh, God!                           | Warner Bros.                                | $51,061,196  |
| 7.  | A Bridge Too Far                   | United Artists                              | $50,750,000  |
| 8.  | The Deep                           | Columbia Pictures                           | $47,346,365  |
| 9.  | The Spy Who Loved Me               | United Artists                              | $46,838,673  |
| 10. | Annie Hall                         | United Artists                              | $38,251,425  |

## Premii

### Oscar
- Cel mai bun film:
- Cel mai bun regizor:
- Cel mai bun actor:
- Cea mai bună actriță:
- Cel mai bun film străin:

Articol detaliat: Oscar 1977

### César
- Cel mai bun film:
- Cel mai bun actor:
- Cea mai bună actriță:
- Cel mai bun film străin:

Articol detaliat: Césars 1977

### BAFTA
- Cel mai bun film:
- Cel mai bun actor:
- Cea mai bună actriță:
- Cel mai bun film străin: